# Vector W2
O Vector W2 é um carro-conceito criado pela Vector Motors dos Estados Unidos, na década de 1980. Possui um motor V8 5.7 litros, Twin turbo, produzindo 591 cv ou 600 hp, e chega aos 320 km/h.
O carro já chegou a ser usado em um episódio da série televisiva Remington Steele (Jogo Duplo, no Brasil).